# 粗鱗竹筴魚
粗鱗竹筴魚（学名：Trachurus lathami），為輻鰭魚綱鱸形目鱸亞目鰺科竹筴魚屬下的一個種，為亞熱帶海水魚，分布於西大西洋區，從加拿大、美國緬因州至佛羅里達州至阿根廷北部海域，深度30-200公尺，本魚體細長且側扁，上頷延伸至眼的前緣，眼大且具有一個發展良好的脂眼瞼，身體、背部深藍色, 腹面銀白色，在鰓蓋的後緣上有黑色的斑塊，吻尖暗色，第一背鰭的頂端暗色，其他部分灰白色，第二背鰭鰭灰白，尾鰭暗色, 胸鰭與腹鰭灰白，背鰭硬棘8枚、背鰭軟條32枚、臀鰭硬棘3枚、臀鰭軟條28枚，體長可達40公分，體重可達500公克。棲息在大洋或大陸棚，幼魚會躲在水母觸手下尋求保護，成群活動，屬肉食性，以小型無脊椎動物為食，具商業價值的食用魚。